# Bonfim (Porto)
Bonfim è una freguesia (frazione) del concelho (comune) di Porto in Portogallo.